# پنجه شیطان

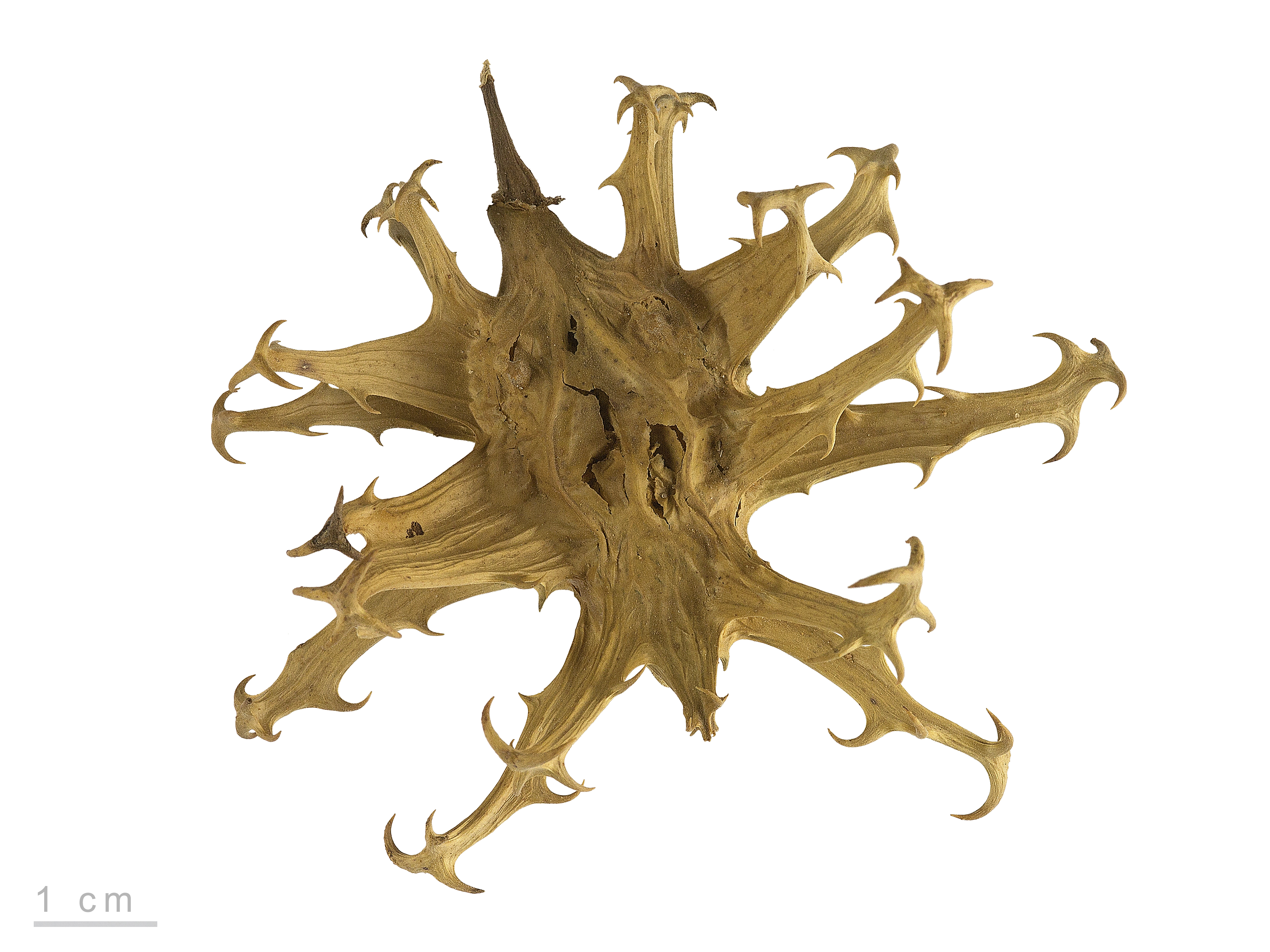
Harpagophytum procumbens

پنجه شیطان گیاهی دارویی با نام علمی Harpagophytum procumbens از تیره کنجد یا Pedaliaceae است. این گیاه از گیاهان بومی جنوب و جنوب غربی آفریقا به خصوص صحرای نامیبیا و ماداگاسکار است. پنجه شیطان یک گیاه پربرگ بادوام با ریشه‌ها و جوانه‌های شاخ دار است. گل‌های صورتی و بنفش رنگ دارد و دارای ریشه‌ها یا پوششهای ثانوی نیز است که از ریشه‌های اصلی یا جانبی آن رشد می‌کنند. این گیاه فاقد بوی مشمئزکننده اما حاوی موادی است که مزهٔ آن را تلخ کرده‌است.

## قسمتهای دارویی
پنجه شیطان به شکل دکمه‌های ریشه‌ای به زمین چسبیده یا به صورت کلی قابل دسترسی است. می‌توانید انواع چای این گیاه (دم کرده) را از ریشهٔ خشک آن تهیه کنید.

## مواد مؤثره
موادمؤثره گیاه پنجه‌شیطان (Harpagophytum procumbens) عبارتند از هارپاگوزید، هارپاگید، فلاونوئیدها (لوتئولین، کامفرول) اسیدهای فنولیک، اسید سینامیک، اسید کافئیک، اسید کلروژنیک، کینونون‌ها و فیتواسترول.

## ترکیبات گیاه
فراورده‌های دارویی گیاه پنجه شیطان از برشها یا دکمه‌های خشک سائیده شده، تهیه می‌شوند. از ریشهٔ خشک این گیاه که قابل دسترسی نیز است می‌توانید انواع چای (دم کرده‌ها) را تهیه کنید. دکمه‌های آن حاوی ترکیبات فعالی به نام «مونوترپنیس» است. عنصر فعال این گیاه به نام هارپاگوسید (یا ترکیب مرتبط به نام هارپاگید) در داخل بدن به ماده دیگری تبدیل می‌شود. ماده جدید، به نام هارپاگونین، نیز می‌تواند ترکیب فعالی باشد که سبب کاهش التهاب ناشی از آرتریت شود.

## درمان
پزشکان معالج از ریشهٔ این گیاه برای درمان روماتیسم، آتریت، درد ماهیچه‌ای، التهاب تاندون‌ها، مشکلات معده‌ای- روده‌ای، بیماری‌های کبدی و صفرا استفاده می‌کنند. تحقیقات بسیار زیادی روی حیوانات آزمایشگاهی و انسان در عرض ۴–۳ دهه گذشته انجام شده‌است و اثربخشی گیاه پنجه شیطان به عنوان داروی ضد التهاب و ضد روماتیسم و ضد درد به اثبات رسیده‌است. بنظر می‌رسد مکانیسم اثر آن از طریق دخالت در آزادسازی کلسیم در سلولها انجام می‌گیرد، و به علت اثر ضد اکسیدان قوی که دارد اثر ضد التهابی آن توجیه می‌شود. چون التهاب، ناشی از وجود واکنش‌های اکسیداتیو است. همچنین مواد مؤثره گیاه پنجه شیطان علل ژنتیکی حداقل یک یا چند فرایند بیوشیمیائی که موجب التهاب می‌شود را مهار می‌نماید. در نتیجه التهاب، قرمزی، حرارت، ورم و درد را در مفاصل کاهش می‌دهد. در مطالعات in-vitro نشان داده شده‌است که عصاره الکلی گیاه پنجه شیطان آزاد شدن فاکتور آلفا نکروزکننده تومور (TNFα) را که توسط بکارگیری منوسیت‌های انسانی و تحریک آن‌ها با لیپوساکارید بدست می‌آید را، مهار می‌سازد. اثر ضد درد و ضدالتهاب عصاره این گیاه روی حیوانات آزمایشگاهی به اثبات رسیده‌است و همچنین‌در مطالعات بالینی روی ۱۲۲ بیمار مبتلا به استئوآرتریت زانو و کفل به مدت ۴ ماه در مطالعات دوسوکور در مقایسه با داروی ضد التهاب استاندارد مورد بررسی قرار گرفته و نشان داده‌است که درد و التهاب را کاهش می‌دهد. هارپاگوزید از طریق مهار سیکلواکسی ژناز و لیپواکسی ژناز تولید پروستاگلاندین و لوکوترین‌های مؤثر در مسیر التهاب را مهار می‌سازد

## اشکال دارویی
از پنجه شیطان قرصی به نام آرتروهرب فراوری شده که حاوی ۴۸۰ میلی‌گرم عصاره خشک گیاه پنجه شیطان است که محتوی ۱۲ میلی‌گرم هارپاگوزید است. مقدار مصرف آن ۲ بار در روز و هر بار یک قرص بعد از غذا می‌باشد. طول مدت مصرف این فراورده محدودیت زمانی نداشته و بستگی به نوع و شدت بیماری دارد. جدیدا عصاره این گیاه در کرم ضد درد ورناتن استفاده شده که موثر ترین ضد درد موضعی موجود در ایران می باشد.

## نکات احتیاطی
پنجه شیطان گیاهی غیرسمی و بی خطر است، که اساساً هیچگونه عوارض جانبی در صورت رعایت میزان مصرفی توصیه شده ندارد. با این وجود، هیچ‌کس به یقین نمی‌داند که آیا پنجه شیطان در صورت مصرف دراز مدت سمی خواهد بود یا نه.
اگر زخم معده و دوازدهه یا سنگهای صفراوی دارید، نباید از این گیاه استفاده کنید، مگر اینکه پزشک دستور دهد.
پنجه شیطان ماهیت قلبی دارد بدین معنا که اثرات پزشکی جدی روی قلب برجای می‌گذارد و از اینرو نباید از آن استفاده کنید، جز اینکه پزشک معالج دستور داده باشد. به نظر برخی، این گیاه می‌تواند سبب سقط جنین شود اما اسناد و مدارک علمی مؤید این ادعا وجود ندارد.
اگر باردار هستید، باید موضوع را قبل از مصرف دارو یا هر نوع تقویت‌کننده گیاهی به اطلاع پزشک خود برسانید.

## تداخل‌های دارویی
این دارو می‌تواند با داروهایی چون آنتی اسید، سوکرال فیت، داروهای ضد آریتمی و کاهنده قند خون و فشار خون تداخل داشته باشد که در صورت مصرف این داروها باید زیر نظر پزشک تجویز گردد.